# Salhab Mammadov
Salhab Mammadov (en azerí: Səlhab Məmmədov; Şəki, 4 de enero de 1943) es escultor de Azerbaiyán, vicerrector de la Academia Estatal de Artes de Azerbaiyán y artista del pueblo de la República de Azerbaiyán.

## Biografía
Salhab Mammadov nació el 4 de enero de 1943 en Şəki. En 1962-1968 estudió en la Academia Estatal de Artes de Tiflis. Desde 1970 es miembro de la Unión de Artistas de Azerbaiyán. En 1989-1993 enseñó en la Universidad Estatal de Cultura y Arte de Azerbaiyán. Desde 1994 es vicerrector de la Academia Estatal de Artes de Azerbaiyán. Además, es autor del  Monumento de Jóyali (Alemania, 2011), Nezamí Ganyaví (Roma, 2012), Mahsati Ganjavi (Francia, 2016), Khurshidbanu Natavan (Francia, 2017).
Salhab Mammadov se ha galardonado con la Orden Shohrat en 2012 y la Orden Sharaf en 2017. Él es miembro honorario de la Academia Rusa de Bellas Artes.

## Filmografía
- 2003 – “La vida blanca”

## Premios y títulos
- Artista de Honor de la RSS de Azerbaiyán (1988)
- Artista del pueblo de la República de Azerbaiyán (2006)
- Orden Shohrat (2012)
- Orden Sharaf (2017)